# Saison 2010 de la PSA
La saison 2010 de l'Association professionnelle de squash (ou PSA World Tour 2010), est constituée d'une centaine de tournois organisés par la PSA, dont sept World Series et le championnat du monde organisé cette année à Khobar en Arabie saoudite. La saison s'est conclue par les World Series Finals, tournoi réunissant les huit meilleurs joueurs de la saison.

## Calendrier 2010

### Légende
| World Open            |
| World Series Platinum |
| World Series Gold     |
| International 70      |
| International 50      |

### Championnats du monde
| Tournoi                                                                           | Date               | Champion                            | Finaliste       | Demi-finalistes          | Quart de finalistes                                               |
| --------------------------------------------------------------------------------- | ------------------ | ----------------------------------- | --------------- | ------------------------ | ----------------------------------------------------------------- |
| World Open 2010 Khobar, Arabie saoudite Championnats du monde 327 500 $ - tableau | 2–10 décembre 2010 | Nick Matthew 8-11, 11-6, 11-2, 11-3 | James Willstrop | Amr Shabana Peter Barker | Karim Darwish Grégory Gaultier Thierry Lincou Mohamed El Shorbagy |

### PSA World Series
Prize money: 115 000 $ et plus
| Tournoi                                                                             | Date                         | Champion                                  | Finaliste        | Demi-finalistes                  | Quart de finalistes                                           |
| ----------------------------------------------------------------------------------- | ---------------------------- | ----------------------------------------- | ---------------- | -------------------------------- | ------------------------------------------------------------- |
| Tournament of Champions New York, États-Unis World Series Silver 97 500 $ - tableau | 22–28 janvier 2010           | James Willstrop 12-10, 11-5, 9-11, 11-3   | Ramy Ashour      | Karim Darwish Nick Matthew       | Grégory Gaultier Amr Shabana David Palmer Wael El Hindi       |
| North American Open Richmond, États-Unis World Series Silver 93 500 $ - tableau     | 20–26 février 2010           | Nick Matthew 11-9, 16-14, 5-4             | Ramy Ashour      | Amr Shabana James Willstrop      | Grégory Gaultier Thierry Lincou Adrian Grant Olli Tuominen    |
| Sky Open Le Caire, Égypte World Series Platinum 150 000 $ - tableau                 | 17–22 mai 2010               | Nick Matthew 6-11, 11-7, 12-10, 13-11     | Karim Darwish    | Ramy Ashour Thierry Lincou       | James Willstrop Grégory Gaultier Peter Barker Wael El Hindi   |
| Australian Open Canberra, Australie World Series Platinum 142 500 $ - tableau       | 10–15 août 2010              | Nick Matthew 16-14, 11-7, 12-10           | Ramy Ashour      | Grégory Gaultier James Willstrop | Amr Shabana Karim Darwish Thierry Lincou Peter Barker         |
| Hong Kong Open Hong Kong, Chine World Series Platinum 147 500 $ - tableau           | 25–29 août 2010              | Ramy Ashour 10-12, 11-9, 11-9, 9-11, 11-9 | Grégory Gaultier | Karim Darwish Peter Barker       | Nick Matthew Amr Shabana James Willstrop Thierry Lincou       |
| British Grand Prix Manchester, Angleterre World Series Silver 92 500 $ - tableau    | 15–20 septembre 2010         | Ramy Ashour 11-7, 3-11, 11-3, 11-5        | James Willstrop  | Grégory Gaultier David Palmer    | Amr Shabana Thierry Lincou Daryl Selby Saurav Ghosal          |
| El Gouna International El Gouna, Égypte World Series Platinum 142 500 $ - tableau   | 18–24 octobre 2010           | Karim Darwish 16-14, 11-3, 5-0            | Ramy Ashour      | Grégory Gaultier Thierry Lincou  | Amr Shabana James Willstrop Cameron Pilley Omar Mosaad        |
| Kuwait PSA Cup Koweït, Koweït World Series Platinum 172 500 $ - tableau             | 28 octobre - 2 novembre 2010 | Ramy Ashour 9-11, 11-4, 13-11, 11-1       | Amr Shabana      | Grégory Gaultier James Willstrop | Karim Darwish Thierry Lincou Peter Barker Daryl Selby         |
| Qatar Classic Doha, Qatar World Series Platinum 147 500 $ - tableau                 | 7–12 novembre 2010           | Karim Darwish 8-11, 11-2, 11-7, 11-6      | Amr Shabana      | Nick Matthew Grégory Gaultier    | James Willstrop Peter Barker Thierry Lincou Daryl Selby       |
| PSA Masters New Delhi, Inde World Series Platinum 192 500 $ - tableau               | 12–18 décembre 2010          | Nick Matthew 11-5, 11-8, 11-7             | James Willstrop  | Amr Shabana Hisham Mohd Ashour   | Thierry Lincou Mohamed El Shorbagy Daryl Selby Cameron Pilley |

| Tournoi                                                                                  | Date             | Champion     | Finaliste   | Demi-finalistes             | Round Robin                                              |
| ---------------------------------------------------------------------------------------- | ---------------- | ------------ | ----------- | --------------------------- | -------------------------------------------------------- |
| World Series Finals 2010 Queen's Club, Londres, Angleterre World Series Finals 110 000 $ | 4–8 janvier 2010 | Nick Matthew | Amr Shabana | James Willstrop Ramy Ashour | Thierry Lincou Peter Barker Wael El Hindi Alister Walker |

### Stars
Prize money: entre 25 000 $ (2&1/2 Stars) et 50 000 $ (5 Stars)

#### Janvier
| Tournoi                                                    | Date                          | Champion                           | Finaliste           | Demi-finalistes                | Quart de finalistes                                       |
| ---------------------------------------------------------- | ----------------------------- | ---------------------------------- | ------------------- | ------------------------------ | --------------------------------------------------------- |
| Kig Open 2010 Los Angeles, États-Unis 2&1/2 Stars 28 000 $ | 7–10 janvier 2010             | Omar Mosaad 11-7, 4-11, 11-4, 11-9 | Shahier Razik       | Tarek Momen Tom Richards       | Aaron Frankcomb Chris Simpson Yasir Butt Stefan Casteleyn |
| Motor City Open 2010 Détroit, États-Unis 4 Stars 40 000 $  | 29 janvier - 1er février 2010 | Karim Darwish 11-3, 11-7, 11-4     | Mohd Azlan Iskandar | Thierry Lincou Omar Abdel Aziz | Olli Tuominen Márk Krajcsák Chris Ryder Ryan Cuskelly     |

#### Février
| Tournoi                                                          | Date             | Champion                                | Finaliste       | Demi-finalistes            | Quart de finalistes                                            |
| ---------------------------------------------------------------- | ---------------- | --------------------------------------- | --------------- | -------------------------- | -------------------------------------------------------------- |
| Swedish Open 2010 Linköping, Suède 5 Stars 60 000 $ - tableau    | 4–7 février 2010 | Nick Matthew 11-9, 11-6, 6-2            | James Willstrop | Amr Shabana Cameron Pilley | Grégory Gaultier Adrian Grant Alister Walker Stewart Boswell   |
| Bluenose Classic 2010 Halifax, Canada 4 Stars 40 000 $ - tableau | 4–7 février 2010 | Thierry Lincou 11-2, 10-12, 11-8, 12-10 | Daryl Selby     | Peter Barker David Palmer  | Mohd Azlan Iskandar Ong Beng Hee Shahier Razik Aaron Frankcomb |

#### Mars
| Tournoi                                                                                       | Date            | Champion                              | Finaliste          | Demi-finalistes                  | Quart de finalistes                                                 |
| --------------------------------------------------------------------------------------------- | --------------- | ------------------------------------- | ------------------ | -------------------------------- | ------------------------------------------------------------------- |
| Open de Montréal 2010 Montréal, Canada 4 Stars 40 000 $                                       | 3–6 mars 2010   | Laurens Jan Anjema 11-9, 11-8, 11-1   | Daryl Selby        | Adrian Grant Shahier Razik       | Olli Tuominen Tom Richards Gilly Lane Scott Arnold                  |
| Chennai Squash Open 2010 Chennai, Inde 2&1/2 Stars 25 000 $ - tableau                         | 4–7 mars 2010   | Ong Beng Hee 14-12, 11-9, 11-9        | Jonathan Kemp      | Mohamed Reda Saurav Ghosal       | Chris Simpson Yann Perrin Alan Clyne Laurence Delasaux              |
| Rocky Mountain Open 2010 Calgary, Canada 3 Stars 30 750 $ - tableau                           | 17–20 mars 2010 | Daryl Selby 11-7, 11-4, 12-10         | Hisham Mohd Ashour | Laurens Jan Anjema Shahier Razik | Eric Gálvez Stéphane Galifi Gilly Lane Clinton Leeuw                |
| Open de Kuala Lumpur 2010 Kuala Lumpur, Malaisie 5 Stars 50 000 $ - tableau                   | 17–20 mars 2010 | Ramy Ashour 11-8, 11-8, 11-9          | Karim Darwish      | Ong Beng Hee Mohd Azlan Iskandar | Mohamed El Shorbagy Stewart Boswell Cameron Pilley Aamir Atlas Khan |
| Canary Wharf Squash Classic 2010 Canary Wharf, Londres, Angleterre 5 Stars 52 500 $ - tableau | 22–26 mars 2010 | Nick Matthew 12-10, 6-11, 13-11, 11-3 | Grégory Gaultier   | James Willstrop Peter Barker     | David Palmer Thierry Lincou Alister Walker Daryl Selby              |

#### Avril
| Tournoi                                                                  | Date             | Champion                                   | Finaliste      | Demi-finalistes                  | Quart de finalistes                                          |
| ------------------------------------------------------------------------ | ---------------- | ------------------------------------------ | -------------- | -------------------------------- | ------------------------------------------------------------ |
| Berkshire Squash Open 2010 Williamstown, États-Unis 2&1/2 Stars 25 000 $ | 8–11 avril 2010  | Stewart Boswell 12-10, 2-11, 11-7, 11-4    | Alister Walker | Joey Barrington Shawn Delierre   | Miguel Ángel Rodríguez Julien Balbo Gilly Lane Robbie Temple |
| Heliopolis Open 2010 Le Caire, Égypte 5 Stars 50 000 $ - tableau         | 14–17 avril 2010 | Grégory Gaultier 8-11, 11-2, 11-6, 11-5    | Omar Mosaad    | Karim Darwish Hisham Mohd Ashour | Mohamed Reda Tom Richards Simon Rösner Nicolas Müller        |
| Kolkata International 2010 Kolkata, Inde 5 Stars 50 000 $                | 14–17 avril 2010 | Mohamed El Shorbagy 8-11, 11-2, 11-6, 11-5 | Tarek Momen    | Cameron Pilley Saurav Ghosal     | Adrian Grant Mohd Azlan Iskandar Ong Beng Hee Jonathan Kemp  |

#### Juillet
| Tournoi                                                                          | Date               | Champion                             | Finaliste   | Demi-finalistes                    | Quart de finalistes                                        |
| -------------------------------------------------------------------------------- | ------------------ | ------------------------------------ | ----------- | ---------------------------------- | ---------------------------------------------------------- |
| Malaysian Open Squash Championships 2010 Kuala Lumpur, Malaisie 5 Stars 52 500 $ | 21–24 juillet 2010 | Mohd Azlan Iskandar 11-5, 11-6, 11-8 | Tarek Momen | Mohamed El Shorbagy Farhan Mehboob | Stewart Boswell Ong Beng Hee Aamir Atlas Khan Simon Rösner |

#### Septembre
| Tournoi                                                           | Date               | Champion                                          | Finaliste     | Demi-finalistes              | Quart de finalistes                                            |
| ----------------------------------------------------------------- | ------------------ | ------------------------------------------------- | ------------- | ---------------------------- | -------------------------------------------------------------- |
| Irish Squash Open 2010 Dublin, Irlande 2&1/2 Stars 25 000 $       | 1–4 septembre 2010 | Mohd Azlan Iskandar 11-9, 8-11, 9-11, 13-11, 11-5 | Borja Golán   | Chris Ryder Grégoire Marche  | Joey Barrington Chris Simpson Mathieu Castagnet Bradley Hindle |
| Open de Colombie 2010 Bogota, Colombie 3 Stars 35 000 $ - tableau | 2–5 septembre 2010 | Miguel Ángel Rodríguez 9-11, 11-9, 11-5, 11-5     | Olli Tuominen | Shahier Razik Arturo Salazar | Rafael Alarçón Stéphane Galifi Jan Koukal César Salazar        |

#### Octobre
| Tournoi                                           | Date                          | Champion                             | Finaliste          | Demi-finalistes           | Quart de finalistes                                              |
| ------------------------------------------------- | ----------------------------- | ------------------------------------ | ------------------ | ------------------------- | ---------------------------------------------------------------- |
| US Open 2010 Chicago, États-Unis 5 Stars 80 000 $ | 27 septembre - 2 octobre 2010 | Wael El Hindi 11-8, 5-11, 11-7, 11-7 | Laurens Jan Anjema | Omar Mosaad Olli Tuominen | Thierry Lincou Mohamed El Shorbagy Nicolas Müller Mohammed Abbas |

#### Novembre
| Tournoi                                                                       | Date                | Champion                                | Finaliste          | Demi-finalistes              | Quart de finalistes                                                 |
| ----------------------------------------------------------------------------- | ------------------- | --------------------------------------- | ------------------ | ---------------------------- | ------------------------------------------------------------------- |
| Santiago Open 2010 Santiago de Compostela, Espagne 3 Stars 31 175 $ - tableau | 17–20 novembre 2010 | Adrian Grant 6-11, 11-7, 11-7, 12-10    | Omar Mosaad        | Olli Tuominen Mohammed Abbas | Miguel Ángel Rodríguez Arturo Salazar Stephen Coppinger Borja Golán |
| Open des Pays-Bas 2010 Rotterdam, Pays-Bas 3 Stars 30 000 $ - tableau         | 18–21 novembre 2010 | Cameron Pilley 11-7, 11-9, 11-13, 14-12 | Laurens Jan Anjema | Stewart Boswell Chris Ryder  | Alister Walker Hisham Mohd Ashour Simon Rösner Steven Finitsis      |

## Top 10 mondial de fin d'année
| Rank | 2010                | 2010     |
| ---- | ------------------- | -------- |
| 1    | Nick Matthew        | 1716.750 |
| 2    | James Willstrop     | 1392.250 |
| 3    | Grégory Gaultier    | 1050.750 |
| 4    | Ramy Ashour         | 1028.250 |
| 5    | Karim Darwish       | 980.750  |
| 6    | Amr Shabana         | 789.500  |
| 7    | Peter Barker        | 644.000  |
| 8    | Mohamed El Shorbagy | 642.875  |
| 9    | David Palmer        | 485.000  |
| 10   | Mohd Azlan Iskandar | 465.000  |

## Retraites
Ci-dessous, la liste des joueurs et joueuses notables (gagnants un titre majeur ou ayant fait partie du top 30 pendant au moins un mois) ayant annoncé leur retraite du squash professionnel, devenus inactifs ou ayant été bannis durant la saison 2010:
- Renan Lavigne, né le 1er novembre 1974 à Longjumeau, rejoint le pro tour en 1996, atteignant la 17e place mondiale en octobre 2004. Il remporte 9 titres PSA. Il se retire après une défaite au premier tour du Championnat du monde en décembre 2010.